# Chōgen
Chōgen (重源) (1121-1206), aussi connu sous le nom Shunjōbō Chōgen (俊乗坊重源), est un moine bouddhiste japonais. À partir de 1181, il consacre les vingt-cinq années dernières années de sa vie à la dotation et à la reconstruction du Tōdai-ji après les destructions dues au siège de Nara.

## Sources

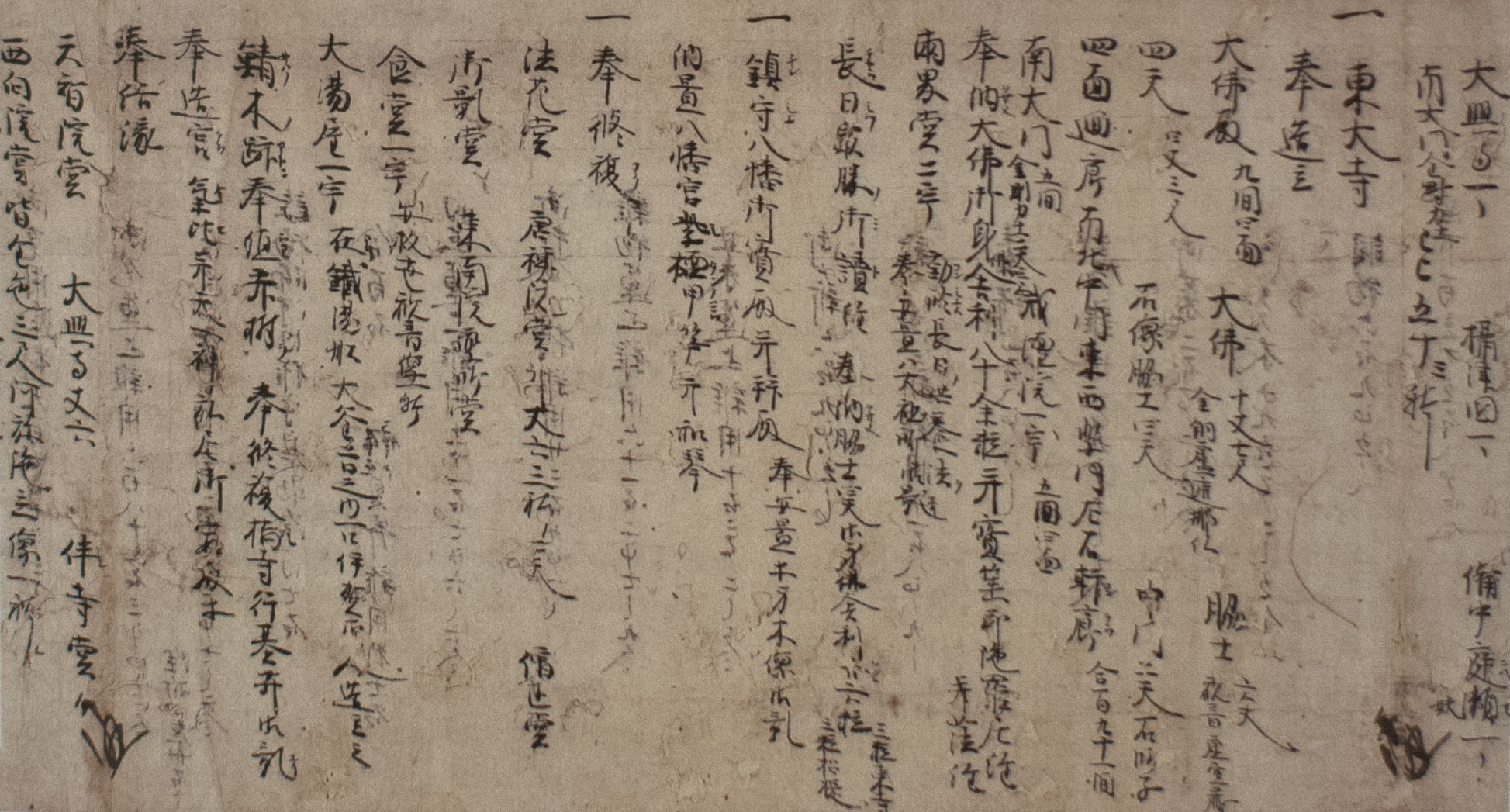
Actes de bienfaisance de Namu-Amidabutsu de Chōgen, lignes 9-31. Vers 1203. Bien culturel important du Japon. Institut historiographique de l'université de Tokyo.

Un document contemporain connu sous le nom « Actes de bienfaisance de Namu-Amidabutsu » fournit le témoignage le plus complet sur la vie et la carrière de Chōgen,,. Ces informations peuvent être complétées par des journaux tels que les « Feuilles ornées de bijoux » (玉葉) de Fujiwara no Kanezane, des archives de temple, des documents dont « Sollicitation pour des Fonds par Chōgen (Genkyū 2) » et des inscriptions dont une sur pierre, datant de 1202, dans la province de Kawachi, qui rend compte des réparations qu'il a effectuées sur des canaux d'irrigation originellement construits par Gyōki Bosatsu,,. À l'époque de l'emakimono Tōdaiji Daibutsu engi, œuvre qui date des années 1530 et qui comprene une scène dans laquelle Chōgen est en mer et convoie des grumes pour son grand chantier, l'évocation de sa mémoire peut se révéler un « mélange de faits et de fables ».

## Biographie
Né très probablement à Kyoto en 1121, Chōgen eIst initié à la vie religieuse au centre shingon du Daigo-ji à l'âge de treize ans. Plus tard, au cours de son adolescence, il entreprend des pratiques ascétiques (shugendō) au cours du pèlerinage de Shikoku et au mont Ōmine, suivies après ses vingt ans d'un séjour à Koyasan. Il accomplit ensuite diverses actions pieuses, telles que la récitation du nenbutsu un million de fois, le don de statues et de sūtras à un certain nombre de temples, l'engagement dans des travaux publics à la façon de Gyōki et de Kūya ainsi que trois voyages en Chine.
Après quoi, Chōgen est désigné en 1181 afin de lever des fonds pour la reconstruction de Tōdai-ji. Au cours des vingt-cinq années qui suivent, il supervise les réparations du Bouddha géant de ce temple, de la salle dans laquelle celui-ci est installé, de la porte sud et de nombreux autres bâtiments dans le complexe du temple, et s'attache également au remplacement de nombreuses images.
Il meurt dans la salle de la Terre pure à Tōdai-ji en 1206 à l'âge de quatre-vingt-cinq ans,.